# Malcolm 3. af Skotland
Malcolm 3. af Skotland (gælisk: Máel Coluim mac Donnchada) (1031 i Skotland – 13. november 1093 i Alnwick, Northumberland) var konge af Skotland fra 1058 til sin død. Han var søn af Duncan 1. og oldebarn af Malcolm 2.. Hans mor var niece til Siward, jarl af Northumbria, mens en tidligere kongeliste giver hende det gæliske navn, Suthen.
Máel Coluim mac Donnchada er den gæliske form fra middelalderen. I de fleste anglikaniserede omtaler kaldes han Malcolm den 3., og i senere århundreder bruges også hans kaldenavn Malcolm Canmore (gælisk: Máel Coluim Cenn Mór), der betyder "stort hoved" eller "langhalset" i følge  Orknøernes saga.
Malcolm sejrede over Macbeth ved Lumphanan og blev kronet som konge i 1058 ved Scone, efter at Macbeths stedsøn, Lulach, var blevet myrdet efter få måneder på tronen. 
I sit andet ægteskab med Margrethe, der var søster til den engelske tronprætendent, Edgar Aetheling, bistod han i 1070 denne mod Vilhelm Erobreren. Da han blev udsat for en engelsk invasion i 1072, så han sig nødsaget til at støtte Vilhelm. Efter nye stridigheder måtte han i 1091 endog hylde Vilhelm 2. Rufus som lensherre, men det er uvist, om det gjaldt for hele riget. Malcolm døde den 13. november 1093 under et bagholdsangreb i Northumberland nær Alnwick på et sted, der siden fik navnet Malcolm's cross. Hans ældste søn, Edvard, blev dræbt ved samme lejlighed. 
Malcolm 3. var en tapper, storsindet og dygtig regent. Fire af hans sønner blev konger i Skotland: (Duncan 2., Edgar, Alexander 1. og David). En datter, Edith, blev dronning af England, da hun blev gift med Henrik 1. af England. 
| Efterfulgte: Lulach | Konge af Skotland 1058–1093 | Efterfulgtes af: Donald 3. |